# Caeleb Dressel
Caeleb Remel Dressel (Green Cove Springs, 16 agosto 1996) è un nuotatore statunitense.
Specialista nello stile libero e nella farfalla, è detentore del record del mondo dei 100 metri farfalla oltre che quello dei 50 metri stile libero in vasca corta, dei 100 metri misti in vasca corta e dei record statunitensi nei 50 m farfalla e 100 m stile libero in vasca lunga.

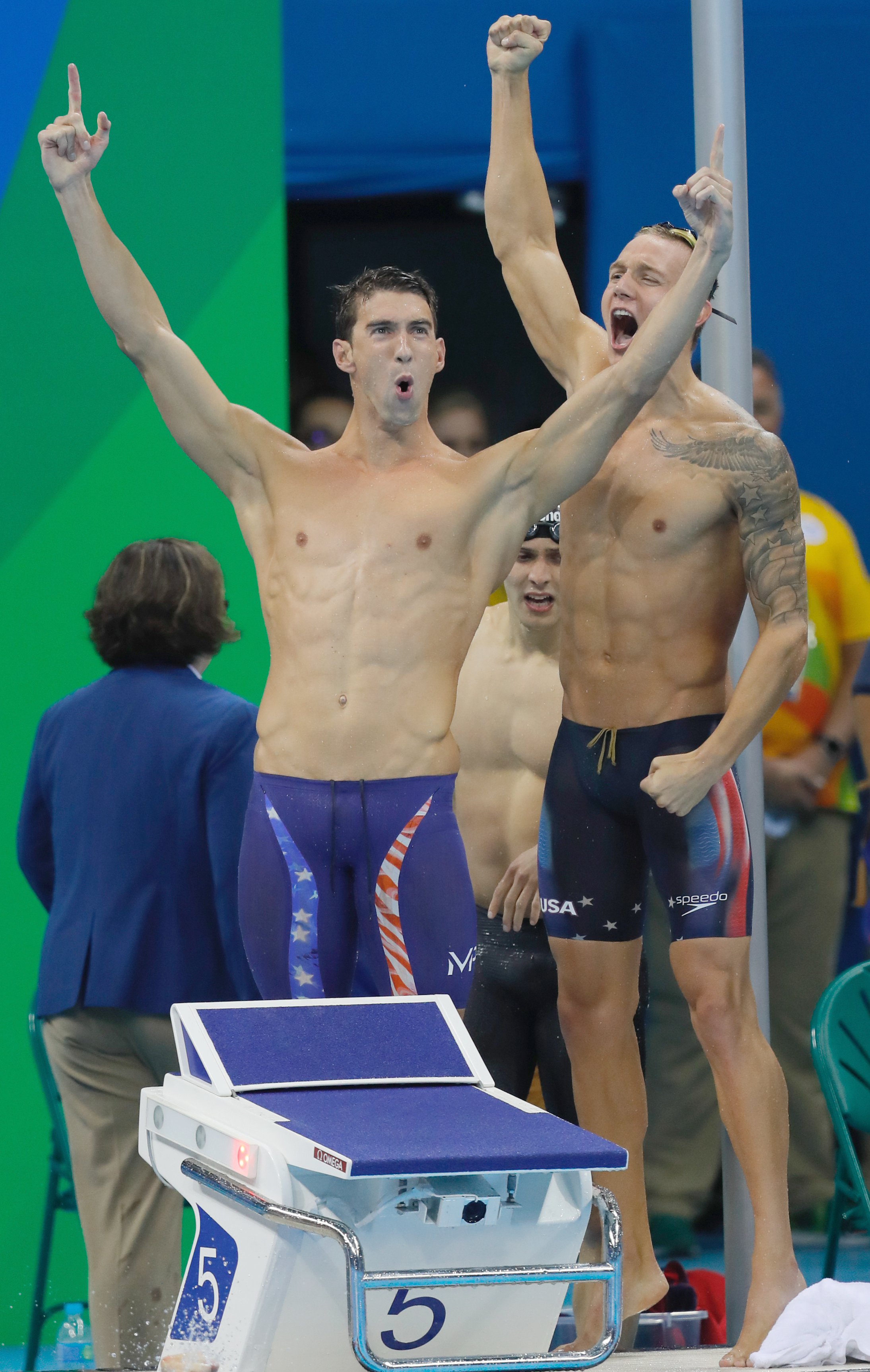
Dressel (a destra) con Michael Phelps, dopo la vittoria nella 4x100 metri stile libero ali Giochi di

## Biografia
Il 7 agosto 2016 ha conquistato l'oro ai Giochi olimpici estivi di Rio de Janeiro 2016 nei 4x100 metri stile libero assieme a Michael Phelps, Ryan Held e Nathan Adrian e nella 4x100 metri misti.
Ai campionati mondiali di nuoto di Budapest 2017 ha vinto i 50 metri e i 100 metri stile libero, i 100 metri farfalla, le staffette 4x100 metri stile libero, 4x100 metri misti, 4x100 metri stile libero mista e 4x100 metri misti mista, totalizzando sette medaglie d'oro, il più alto numero in un campionato mondiale, eguagliando l'impresa di Michael Phelps nel 2007.
Dal 2019 rappresenta la squadra dei Cali Condors nell'International Swimming League.
Ai mondiali di Gwangju 2019 nel corso della semifinale dei 100 metri farfalla ha stabilito il nuovo record del mondo della specialità, con il tempo di 49"50, migliorando di 32 centesimi il record che apparteneva al connazionale Michael Phelps. Nei mondiali coreani, Dressel conquista 6 medaglie d'oro e 2 d'argento.
Alle olimpiadi di Tokyo 2020, Dressel conquista l'oro nei 50 metri stile libero, nei 100 metri stile libero (siglando il record olimpico in entrambe le occasioni), nei 100 metri farfalla (facendo segnare il nuovo record del mondo), così come anche nelle staffette 4x100 metri stile libero e 4x100 metri misti, conquistando in totale cinque medaglie d'oro.
Nei mondiali di Budapest 2022, Dressel si aggiudica due medaglie d'oro:la prima nei 50 metri farfalla e l'altra nella 4x100 metri stile libero.
Dopo la rassegna iridata ungherese, lo statunitense decide di ritirarsi momentaneamente dalle competizioni agonistiche per motivi legati alla salute mentale. Tornato a gareggiare dopo un periodo di sosta, alle Olimpiadi di Parigi 2024 vince il suo ottavo oro nella competizione, nella staffetta 4x100 metri stile libero.

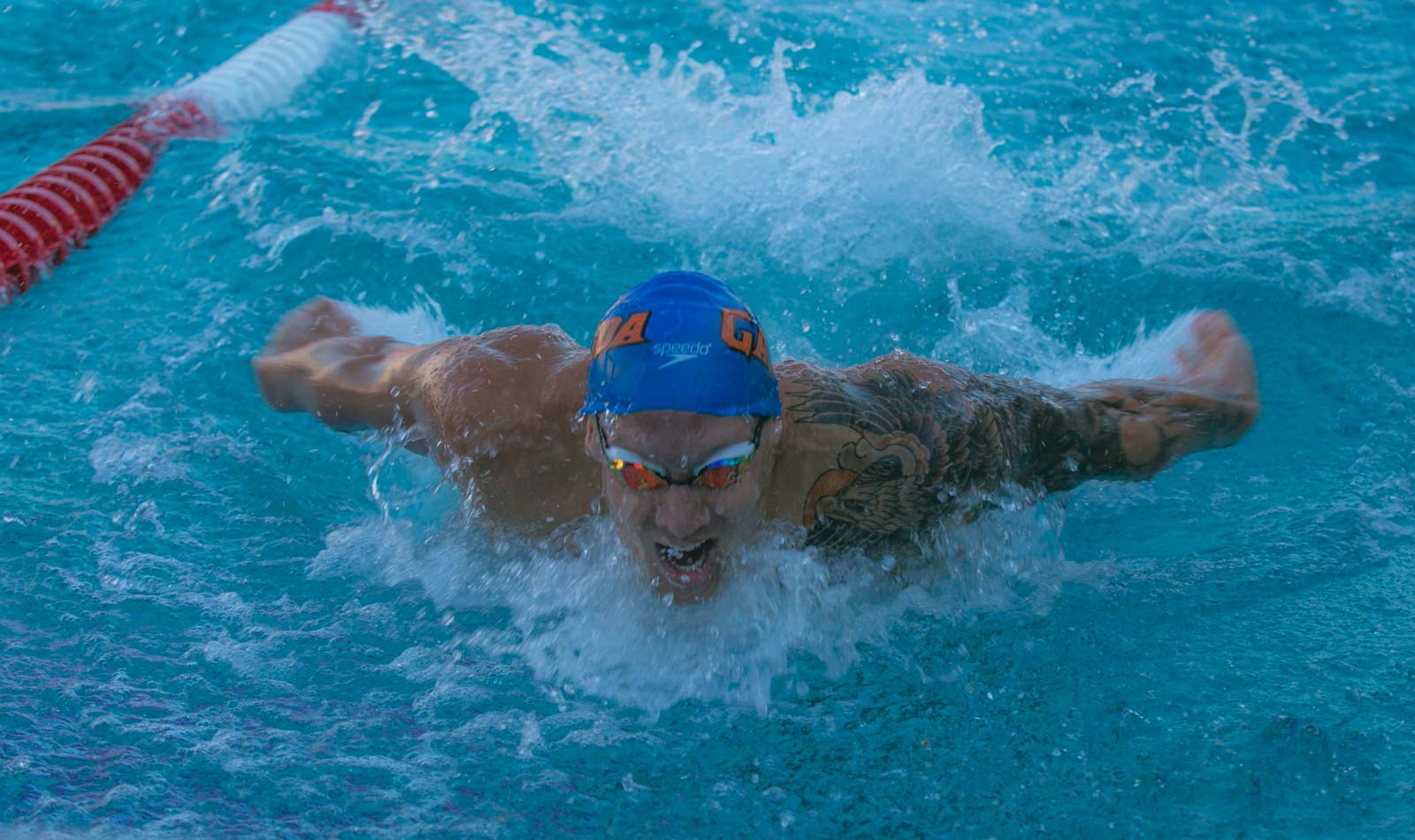
Caleb Dressel in vasca, impegnato in una gara dei 100 metri farfalla

## Palmarès

### Competizioni internazionali
| Anno | Manifestazione          | Sede           | Evento              | Risultato | Prestazione | Note                  |
| ---- | ----------------------- | -------------- | ------------------- | --------- | ----------- | --------------------- |
| 2013 | Mondiali giovanili      | Dubai          | 50 m sl             | Bronzo    | 22"22       |                       |
| 2013 | Mondiali giovanili      | Dubai          | 100 m sl            | Oro       | 48"97       | Record dei campionati |
| 2013 | Mondiali giovanili      | Dubai          | 4x100 m sl          | Argento   | 3'19"21     |                       |
| 2013 | Mondiali giovanili      | Dubai          | 4x200 m sl          | Bronzo    | 7'17"67     |                       |
| 2013 | Mondiali giovanili      | Dubai          | 4x100 m sl mista    | Argento   | 3'29"56     |                       |
| 2013 | Mondiali giovanili      | Dubai          | 4x100 m misti mista | Bronzo    | 3'52"63     |                       |
| 2016 | Giochi Olimpici         | Rio de Janeiro | 4x100 m sl          | Oro       | 3'09"92     |                       |
| 2016 | Giochi Olimpici         | Rio de Janeiro | 4x100 m misti       | Oro       | 3'27"95     |                       |
| 2017 | Mondiali                | Budapest       | 50 m sl             | Oro       | 21"15       | Record nazionale      |
| 2017 | Mondiali                | Budapest       | 100 m sl            | Oro       | 47"17       | Record nazionale      |
| 2017 | Mondiali                | Budapest       | 100 m farfalla      | Oro       | 49"86       |                       |
| 2017 | Mondiali                | Budapest       | 4x100 m sl          | Oro       | 3'10"06     |                       |
| 2017 | Mondiali                | Budapest       | 4x100 m misti       | Oro       | 3'27"91     |                       |
| 2017 | Mondiali                | Budapest       | 4x100 m sl mista    | Oro       | 3'19"60     | Record mondiale       |
| 2017 | Mondiali                | Budapest       | 4x100 m misti mista | Oro       | 3'38"56     | Record mondiale       |
| 2018 | Campionati Panpacifici  | Tokyo          | 50m sl              | Argento   | 21"93       |                       |
| 2018 | Campionati Panpacifici  | Tokyo          | 100 m sl            | Argento   | 48"22       |                       |
| 2018 | Campionati Panpacifici  | Tokyo          | 100 m farfalla      | Oro       | 50"75       | Record dei campionati |
| 2018 | Campionati Panpacifici  | Tokyo          | 4x100 m misti       | Oro       | 3'30"20     |                       |
| 2018 | Campionati Panpacifici  | Tokyo          | 4x100 m misti mista | Bronzo    | 3'41"74     |                       |
| 2018 | Mondiali in vasca corta | Hangzhou       | 50m sl              | Argento   | 20"54       |                       |
| 2018 | Mondiali in vasca corta | Hangzhou       | 100m sl             | Oro       | 45"62       |                       |
| 2018 | Mondiali in vasca corta | Hangzhou       | 100m farfalla       | Argento   | 48"71       |                       |
| 2018 | Mondiali in vasca corta | Hangzhou       | 4x50m sl            | Oro       | 1'21"80     | Record mondiale       |
| 2018 | Mondiali in vasca corta | Hangzhou       | 4x100m sl           | Oro       | 3'03"03     | Record mondiale       |
| 2018 | Mondiali in vasca corta | Hangzhou       | 4x50m misti         | Argento   | 1'30"90     |                       |
| 2018 | Mondiali in vasca corta | Hangzhou       | 4x100m misti        | Oro       | 3'19"98     | Record dei campionati |
| 2018 | Mondiali in vasca corta | Hangzhou       | 4x50m sl mista      | Oro       | 1'27"89     | Record mondiale       |
| 2018 | Mondiali in vasca corta | Hangzhou       | 4x50m misti mista   | Oro       | 1'36"40     | Record mondiale       |
| 2019 | Mondiali                | Gwangju        | 50 m sl             | Oro       | 21"04       | Record dei campionati |
| 2019 | Mondiali                | Gwangju        | 100 m sl            | Oro       | 46"96       | Record nazionale      |
| 2019 | Mondiali                | Gwangju        | 50 m farfalla       | Oro       | 22"35       | Record dei campionati |
| 2019 | Mondiali                | Gwangju        | 100 m farfalla      | Oro       | 49"50       | Record mondiale       |
| 2019 | Mondiali                | Gwangju        | 4x100 m sl          | Oro       | 3'09"06     | Record dei campionati |
| 2019 | Mondiali                | Gwangju        | 4x100 m misti       | Argento   | 3'28"45     |                       |
| 2019 | Mondiali                | Gwangju        | 4x100 m sl mista    | Oro       | 3'19"40     | Record mondiale       |
| 2019 | Mondiali                | Gwangju        | 4x100 m misti mista | Argento   | 3'39"10     |                       |
| 2021 | Giochi Olimpici         | Tokyo          | 50 m sl             | Oro       | 21"07       | Record olimpico       |
| 2021 | Giochi Olimpici         | Tokyo          | 100 m sl            | Oro       | 47"02       | Record olimpico       |
| 2021 | Giochi Olimpici         | Tokyo          | 100 m farfalla      | Oro       | 49"45       | Record mondiale       |
| 2021 | Giochi Olimpici         | Tokyo          | 4x100 m sl          | Oro       | 3'08"97     |                       |
| 2021 | Giochi Olimpici         | Tokyo          | 4x100 m misti       | Oro       | 3'26"78     | Record mondiale       |
| 2022 | Mondiali                | Budapest       | 50 m farfalla       | Oro       | 22"57       |                       |
| 2022 | Mondiali                | Budapest       | 4x100 m sl          | Oro       | 3'09"34     |                       |
| 2024 | Giochi Olimpici         | Parigi         | 4x100m sl           | Oro       | 3'09"28     | Record olimpico       |
| 2024 | Giochi Olimpici         | Parigi         | 4x100m misti        | Argento   | 3'28"01     |                       |
| 2024 | Giochi Olimpici         | Parigi         | 4x100m misti mista  | Oro       | 3'37"43     | [ 3 ]                 |

## Primati personali
I suoi primati personali in vasca da 50 metri sono:
- 50 m stile libero: 21"04 (2019 & 2021)
- 100 m stile libero: 46"96 (2019)
- 200 m stile libero: 1'46"63 (2021)
- 50 m delfino: 22"35 (2019)
- 100 m delfino: 49"45 (2021)
- 200 m delfino: 1'56"29 (2019)
- 200 m misti: 1'59"97 (2019)

I suoi primati personali in vasca da 25 metri sono:
- 50 m stile libero: 20"16 (2020)
- 100 m stile libero: 45"08 (2019)
- 50 m rana: 26"01 (2020)
- 50 m delfino: 22"04 (2020)
- 100 m delfino: 47"78 (2020)
- 100 m misti: 49"28 (2020)
- 200 m misti: 1'51"14 (2021)

## Riconoscimenti
- Atleta dell'anno FINA: 2017, 2019, 2021
- World Swimmer of the Year: 2017, 2019, 2021
- American Swimmer of the Year: 2017, 2019, 2021